# Землетрясения в России

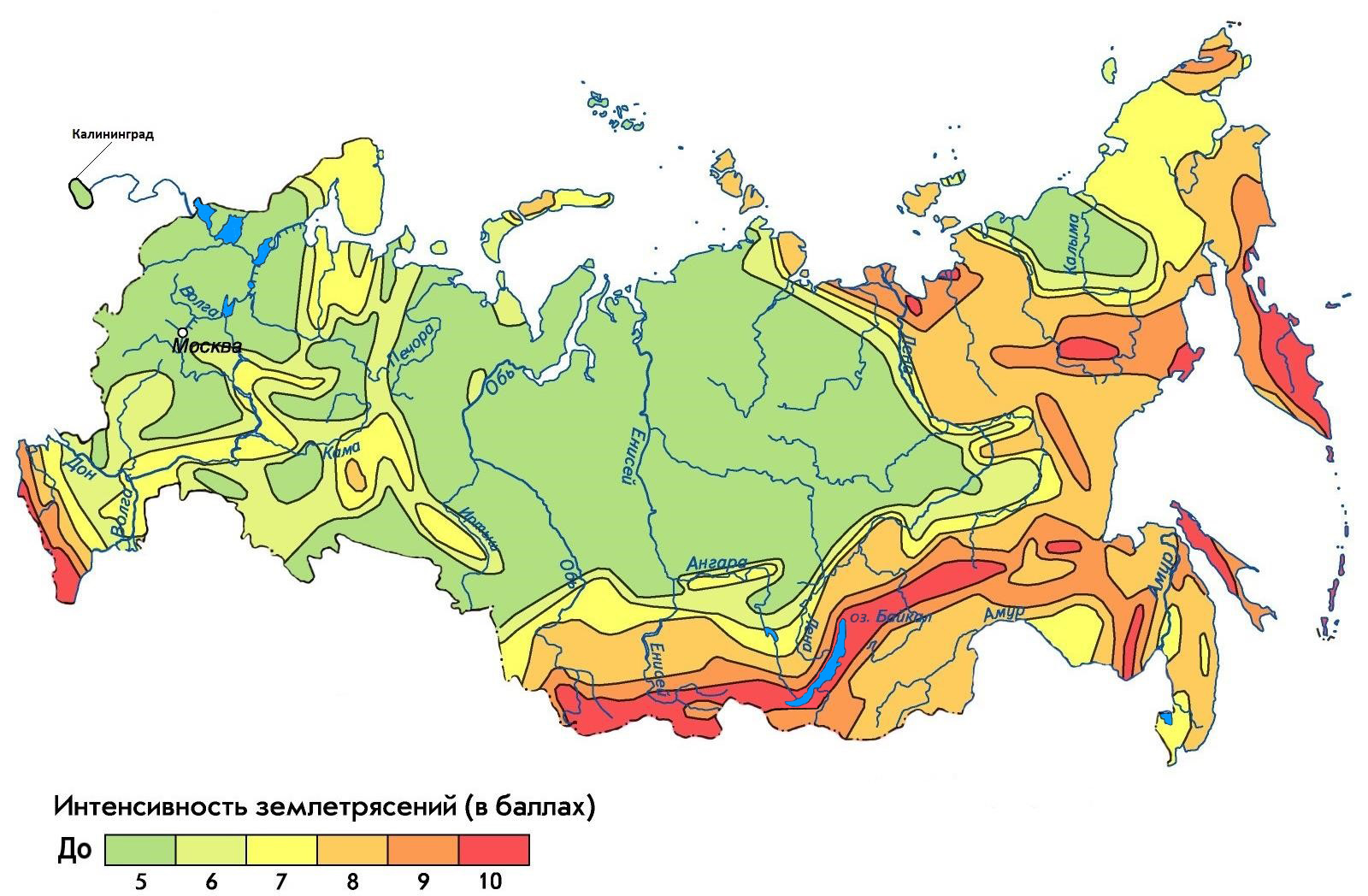
Карта сейсмической активности в России (зоны показаны до максимального количества баллов интенсивности в раскрашенных регионах)

На территории России землетрясения происходят как в горной, так и в равнинных местностях, в местах стыков тектонических плит. В равнинных областях сейсмоактивными являются зоны сквозных разломов, например Европейско — Африканский: Кавказ, Поволжье, Алтай, Западная Сибирь, Восточная Сибирь, Камчатка. Некоторые землетрясения, происходящие в населённой местности (в среднем 5-6 раз в столетие), уносят много человеческих жизней, разрушаются здания, а иногда и целые населённые пункты. Так, при землетрясении на Сахалине в 1995 году был полностью разрушен посёлок Нефтегорск. Большинство землетрясений в России происходит на Камчатке и Курильских островах, из-за активной тектоники плит в тихоокеанском вулканическом огненном кольце. В 1952 году из-за землетрясения в Тихом океане у побережья Камчатки образовалось цунами, которое разрушило город Северо-Курильск — это землетрясение является рекордным в России по числу погибших.

## Причины землетрясений
Землетрясения происходят из-за столкновения литосферных плит. Так, на Кавказе Аравийская плита движется на север к Евразийской плите. На Камчатке Тихоокеанская плита сталкивается с Евразийской плитой, также активность вулканов является одной из причин мелких подземных толчков, происходящих в непосредственной близости от вулкана или на нём самом.

## Сейсмостойкое строительство в России
Интенсивность землетрясений в разных странах оценивается по разным шкалам. В России применяется самая используемая в мире 12-балльная шкала МSK-64 (Медведева-Шпонхойера-Карника), восходящая к шкале Меркали-Канкани (1902). В СССР интенсивность оценивалась по ГОСТ 6249—52. Сейсмостойкое строительство считалось оправданным на территориях, максимальная сейсмическая активность которых достигала 7—9 баллов (меньше — дополнительные меры не принимались, больше — строительство считалось неоправданным). Такие территории определялись по картам сейсмического районирования (для уточнения участка сейсмического микрорайонирования). С учетом того, что землетрясения происходят сравнительно редко, нормами допускались конструкции, которые при аварии не создавали угрозы безопасности людей и сохранности ценного оборудования.
Сейсмостойкое строительство требует гораздо больших финансовых затрат. С технической точки зрения рационально выбирать участок на скальных породах, применять дополнительные меры, увеличивающие прочность и монолитность несущих конструкций. Способность конструкции принимать пластические деформации сильно повышает сопротивляемость конструкций. В первой половине XX века в СССР получил распространение статический метод расчётов, тогда как в западных странах — динамический, который считается немного точнее. Так как значительная часть территории России относится к сейсмически спокойным районам сейсмостойких зданий и сооружений в стране немного. Это прежде всего энергетическая и транспортная инфраструктура Кавказа, Забайкалья и отдельных районов Дальнего Востока, а также специальные объекты (где требования по сейсмической стойкости выполняются совместно с защитой от поражающих факторов ядерного взрыва). Сейсмостойких жилых домов в России практически нет, так как наиболее сейсмоопасные зоны малолюдны. Лишь в последние годы такие дома стали строиться на Черноморском побережье Кавказа, в Горно-Алтайске, Новокузнецке и Абакане после того, как сейсмоопасность этих районов была по результатам исследований уточнена в сторону повышения.

## Сейсмические исследования в России
В связи с тем, что большая часть территории России — сейсмически спокойные зоны, сеть сейсмических станций в стране достаточно редкая. На территории Центрального, Приволжского, Северо-Западного федеральных округов находится всего 51 сейсмическая станция. В сейсмоопасных зонах сейсмическая сеть сгущается, но всё равно значительно более редкая, чем в сейсмоопасных районах США и Японии. Так, в Северо-Кавказском и Южном федеральных округах расположены 53 станции, на Урале — 12, на юге Западной Сибири — 75, в районе Байкала — 57, в Якутии — 25, на Камчатке и Курилах — 94, на Сахалине — 52, в Магаданской области — 13, на островах Северного Ледовитого океана — 14. Сейсмическая сеть в России большей частью находится в ведении Геофизической службы РАН, её филиалов и подведомственных организаций.
Теоретические исследования в области землетрясений в России ведут Институт физики Земли имени О. Ю. Шмидта РАН, Институт динамики геосфер РАН, Международный институт теории прогноза землетрясений и математической геофизики РАН, Институт нефтегазовой геологии и геофизики имени А. А. Трофимука СО РАН, Институт геофизики УРО РАН, Красноярский государственный университет.

## Список землетрясений

### Российская империя
- Землетрясения в Санкт-Петербурге (1840)
- Землетрясение на Байкале (1862)

### РСФСР
- Землетрясения на Камчатке (1924, 1952)
- Крымские землетрясения (1927)
- Землетрясения в Ленинграде (1940, 1977, 1986, 1990)
- Землетрясение на Курилах (1963)[5]
- Землетрясения в Дагестане (1970)

### Современная Россия
- Землетрясение в Нефтегорске (1995)
- Чуйское землетрясение (2003)
- Землетрясения в Санкт-Петербурге (2004)
- Землетрясение в Калининграде (2004)
- Землетрясение на Курильских островах (2006)
- Землетрясение в Невельске (2007)
- Землетрясения на Камчатке (2006)
- Землетрясение в Чечне (2008)
- Землетрясение на Байкале (2008)
- Землетрясение в Бурятии (2011)
- Землетрясение в Красноярском крае (2011)
- Землетрясение в Туве (2011)
- Землетрясение в Туве (2012)
- Землетрясение в Кемеровской области (2013)[6]
- Землетрясение на Командорских островах (2017)[англ.]
- Землетрясение в Челябинской области (2018)
- Землетрясение в Иркутской области (2020)
- Землетрясение в Республике Бурятия (2020)
- Землетрясение в Республике Дагестан (2022)
- Землетрясение на Камчатке (2024)
- Землетрясение на Камчатке (2025)